# جنب‌مدارگان

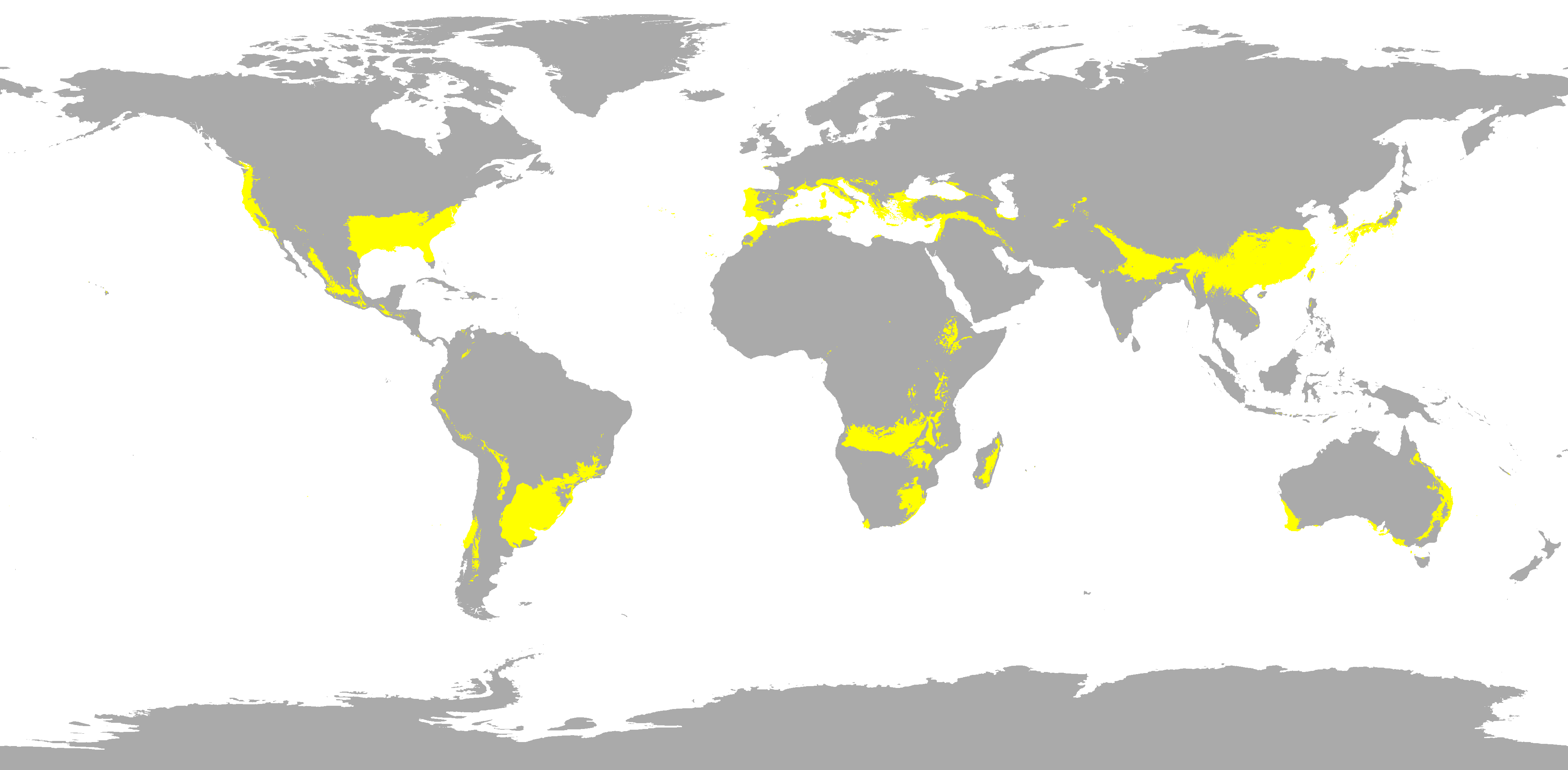
مناطقی از جهان که بر پایه سامانه طبقه‌بندی اقلیمی کوپن، اقلیم جنب‌حارّه‌ای یا نیمه‌حارّه‌ای دارند.

جنب‌مدارگان که منطقه جنب‌حارّه یا جنب‌حارّه‌ای و منطقه نیمه‌حارّه نیز نامیده می‌شود، دو منطقه جغرافیایی و پهنه اقلیمی در کره زمین هستند که در همسایگی شمال و در همسایگی جنوب مدارگان (منطقه حارّه) قرار دارند. این پهنه از نظر جغرافیایی منطبق با عرض‌های میانی زمین است و محدوده آن در نیم‌کره شمالی بین مدار رأس‌السرطان تا مدار ۳۵ درجه عرض شمالی است. کمربند جنب‌حاره‌ای در در نیم‌کره جنوبی نیز حد فاصل مدار رأس‌الجدی تا مدار ۳۵ درجه عرض جنوبی است. عرض‌های اسبی با محدوده کمربند جنب‌حارّه‌ای مطابقت دارد.
تمایز چهار فصل به‌ویژه تابستان و زمستان از ویژگی‌های این مناطق است و آب‌وهوای آن به آب‌وهوای مدیترانه‌ای و آب‌ و هوای مرطوب تقسیم می‌شود.
اقلیم جنب‌حارّه‌ای اغلب با تابستان‌های گرم و زمستان‌های معتدل و یخبندان نادر مشخص می‌شود. بیشتر انواع آب و هوای جنب‌حارّه‌ای به دو نوع اصلی تقسیم می‌شوند: اقلیم جنب‌حاره‌ای مرطوب و اقلیم مدیترانه‌ای.
در اقلیم جنب‌حارّه‌ای (Cfa در سامانه کوپن)، بارندگی اغلب در گرم‌ترین ماه‌ها متمرکز است. برای نمونه جنوب‌شرقی چین و فلوریدا در جنوب شرقی ایالات متحده دارای این نوع آب و هوا هستند. در اقلیم مدیترانه‌ای (Csa/Csb در سامانه کوپن)، بارندگی فصلی در ماه‌های سردتر متمرکز است، مانند حوضه مدیترانه یا جنوب کالیفرنیا.
اقلیم جنب‌حارّه‌ای ممکن است در مناطق حارّه‌ای مرتفع نیز تشکیل شود، مانند انتهای جنوبی فلات مکزیک و ارتفاعات ویتنام.
بخش بزرگی از بیابان‌های جهان در مناطق جنب‌مدارگانی قرار دارند، زیرا واچرخندهای جنب‌حارّه‌ای به‌صورت نیمه دائمی در این مناطق و معمولاً در داخل خشکی و در قسمت‌های جنوب غربی قاره‌ها قرار دارند. مناطق هم‌مرز با اقیانوس‌های گرم (معمولاً در سمت جنوب شرقی قاره‌ها) تابستان‌های گرم و مرطوب با باران‌های همرفتی مکرر (اما کوتاه) دارند. همچنین در این مناطق، چرخندهای حاره‌ای نیز می‌تواند به بارندگی سالانه کمک کند. نواحی هم‌مرز با اقیانوس‌های سرد (معمولاً در سمت جنوب غربی قاره‌ها)، مستعد مه، خشکی و تابستان‌های خشک هستند.

## تعریف

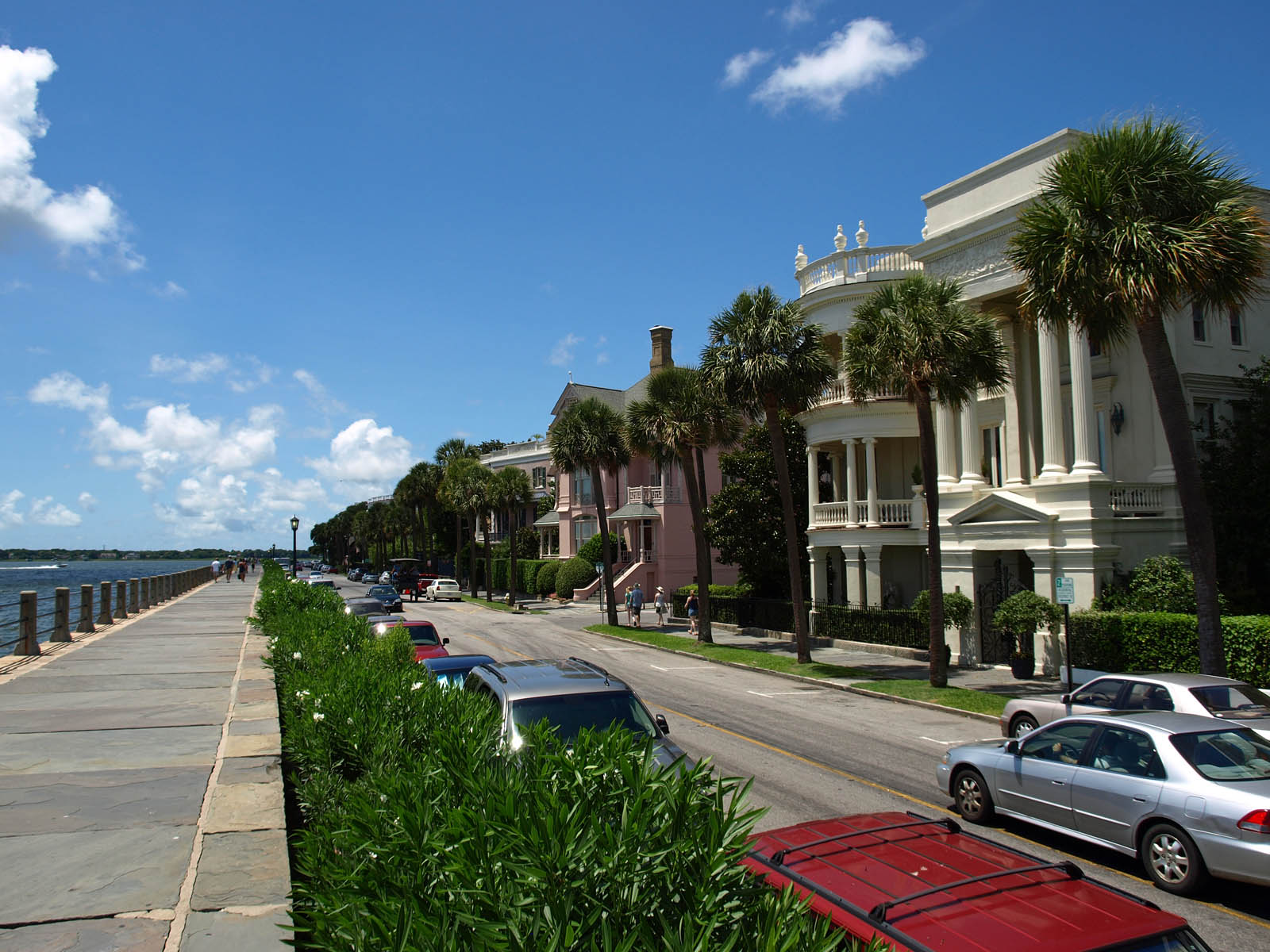
مناطق مسکونی منطقه جنب‌مدارگانی چارلستون، کارولینای جنوبی.

مدارگان به‌صورت تاریخی به عنوان مناطق بین مدار رأس‌السرطان و مدار رأس‌الجدی، به‌ترتیب در عرض‌های جغرافیایی ۲۳°۲۶′۰۹٫۶″ (یا ۲۳٫۴۳۶۰۱°) شمالی و جنوبی تعریف شده است. بر پایه گزارش انجمن هواشناسی آمریکا، مرز رو به قطب منطقه جنب‌مدارگان تقریباً در مدارهای ۳۵ درجه شمالی و ۳۵ درجه جنوبی قرار دارد.
روش‌های مختلفی برای تعریف اقلیم جنب‌حارّه‌ای بسته به سامانه اقلیمی مورد استفاده، به‌کار رفته است. سامانه طبقه‌بندی اقلیمی تروارثا مشهورترین مورد است که منطقه جنب‌حارّه‌ای را به عنوان منطقه‌ای تعریف می‌کند که حداقل هشت ماه با میانگین دمای بالاتر از ۱۰ درجه سلسیوس (۵۰٫۰ درجه فارنهایت) و حداقل یک ماه با میانگین دمای کمتر از ۱۸ درجه سلسیوس (۶۴٫۴ درجه فارنهایت) باشد.
ولادیمیر کوپن در سامانه طبقه‌بندی اقلیمی خود اقلیم‌های گرم یا جنب‌حارّه‌ای و حارّه‌ای (نیمه) خشک (BWh یا BSh) را با داشتن میانگین دمای سالانه بیشتر یا مساوی ۱۸ درجه سلسیوس (۶۴٫۴ درجه فارنهایت) از اقلیم‌های سرد یا معتدل (نیمه) خشک (BWk یا BSk) که میانگین دمای سالانه آن کم‌تر است، متمایز کرده است. تعریف کوپن، اگرچه محدود به مناطق خشک است، تقریباً مشابه تعریف اقلیم جنب‌حارّه‌ای در پهنه‌های زندگی هولدریج است.

## بارندگی

سلول هادلی و گردش جوی زمین

گرم‌شدن زمین توسط خورشید در نزدیکی استوا منجر به مقادیر زیادی حرکت رو به بالا و بادهای همرفتی در راستای ناوه موسمی و منطقه همگرایی درون‌حاره‌ای می‌شود. واگرایی سطوح بالایی بر فراز ناوه نزدیک به استوا، منجر به بالا آمدن هوا و دور شدن از استوا در ارتفاع می‌شود. همان‌طور که هوا به سمت عرض‌های جغرافیایی میانی حرکت می‌کند، سرد و متراکم‌تر شده و فرو می‌نشیند. این وضعیت منجر به فرونشینی هوا در نزدیکی مدار ۳۰ درجه در هر دو نیم‌کره زمین می‌شود. این گردش به نام سلول هادلی معروف است و منجر به شکل‌گیری پشته جنب‌حاره‌ای می‌شود.
بسیاری از بیابان‌های جهان توسط این مناطق اقلیمی پرفشار در پهنه‌های جنب‌مدارگانی ایجاد شده‌اند. این رژیم اقلیمی به نام اقلیم جنب‌حارّه‌ای نیمه‌خشک/خشک شناخته می‌شود که عموماً در نواحی مجاور جریان‌های سرد و قوی اقیانوسی است. نمونه‌هایی از این آب و هوا مناطق ساحلی جنوب آفریقا و ساحل غربی آمریکای جنوبی است.
اقلیم جنب‌حاره‌ای مرطوب اغلب در سمت غربی مراکز پرفشار جنب‌حاره‌ای قرار دارد. در اینجا، توده‌های هوای ناپایدار حارّه‌ای در تابستان، واژگونی همرفتی و بارش‌های مکرر حارّه‌ای را به همراه دارند و تابستان معمولاً فصل اوج بارندگی سالانه است. در زمستان (فصل خشک)، بادهای موسمی عقب‌نشینی می‌کنند، و بادهای خشک‌تر تجارتی (بسامان) هوای پایدارتر و اغلب خشک و آسمان آفتابی مکرر را به همراه می‌آورند. مناطقی که دارای این نوع اقلیم جنب‌حارّه‌ای هستند عبارتند از استرالیا، آسیای جنوب شرقی و بخش‌هایی از آمریکای جنوبی. در مناطقی که توسط اقیانوس گرم محصور شده‌اند، مانند جنوب شرقی ایالات متحده و شرق آسیا، چرخندهای حارّه‌ای می‌توانند به میزان قابل توجهی در بارندگی محلی در مناطق جنب‌مدارگانی کمک کنند. ژاپن بیش از نیمی از بارندگی خود را از تیفون که نوعی چرخند حارّه‌ای است، دریافت می‌کند.